# Суйґуська сільська рада
Су́йґуська сільська рада (ест. Suigu külanõukogu, рос. Суйгуский сельский совет) — сільська рада в Естонській РСР, адміністративно-територіальна одиниця в складі повіту Пярнумаа (1945—1950) та Пярну-Яаґупіського району (1950—1954).

## Історія
16 серпня 1945 року на території волості Аре в Пярнуському повіті утворена Суйґуська сільська рада з центром у селі Суйґу. Територія сільради збігалася з волостю Суйґу, що існувала до 1939 року.
26 вересня 1950 року, після скасування в Естонській РСР повітового та волосного поділу, сільська рада ввійшла до складу новоутвореного Пярну-Яаґупіського сільського району.
20 березня 1954 року відбулася зміна кордонів між районами Естонської РСР, зокрема Суйґуська сільрада отримала 47,52 га колгоспу «Мир» («Rahu») від Казеської сільської ради Вяндраського району, одночасно передавши тій ж сільраді 26,4 га земель колгоспу ім. К. Маркса.
17 червня 1954 року в процесі укрупнення сільських рад Естонської РСР Суйґуська сільська рада ліквідована, а її територія склала північну частину Ареської сільської ради.